# Львівська фабрика щипкових інструментів
Львівська фабрика щипкових інструментів
Бандури виробництва фабрики зберігаються в Музей кобзарства Криму та Кубані при Кримському державному гуманітарному інституті. 
Там зберігається одна з 9 діатонічних експериментальних бандур Львівської фабрики щипкових інструментів (модель 1949 р., креслення львівського бандуриста Олекси Гасюка, придбана 1975 року).